# Elias – den lilla räddningsbåten

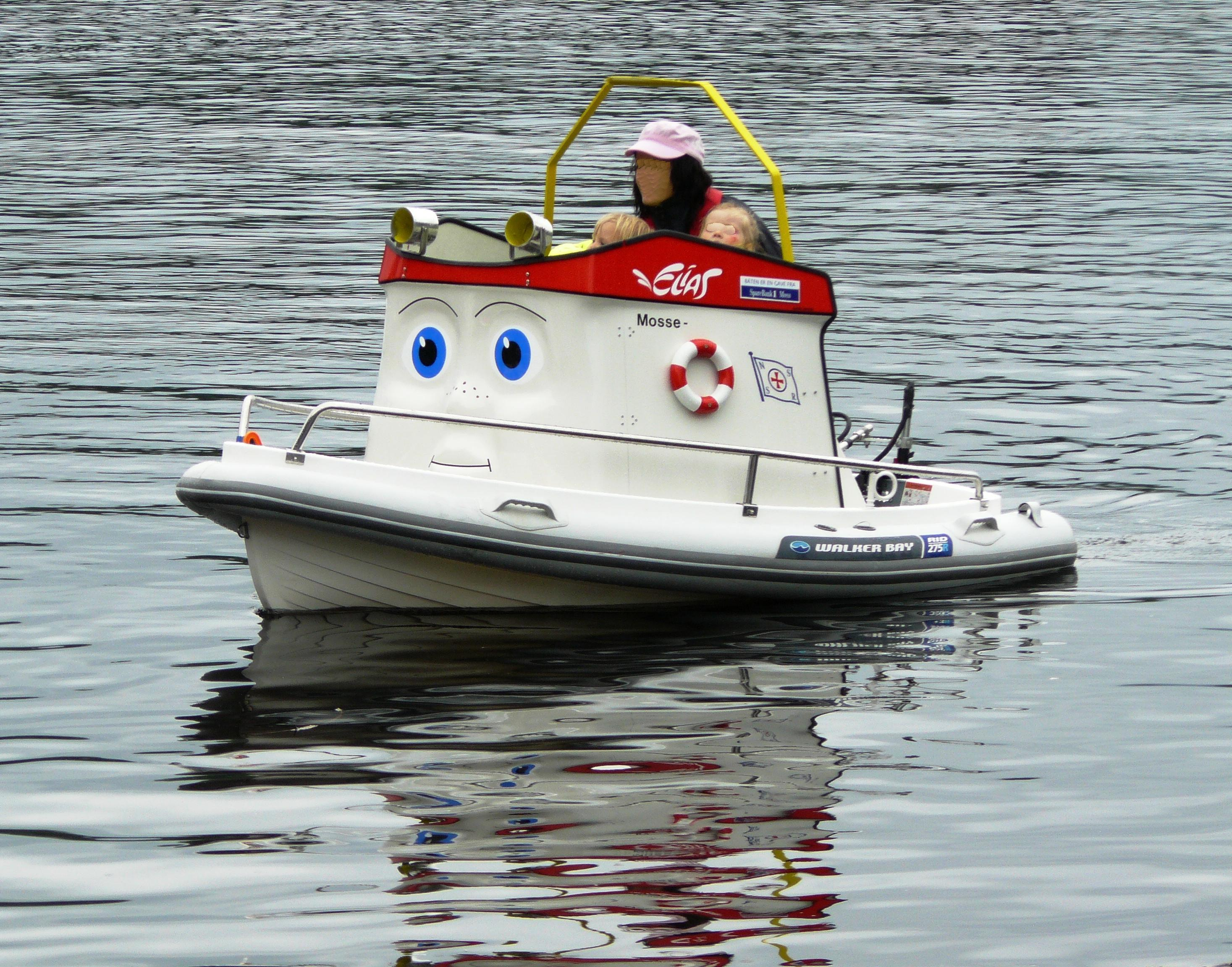
En motorbåt i Norge som ska föreställa räddningsbåten Elias.

Elias – den lilla räddningsbåten är en norsk tecknad TV-serie för barn från 2005, som skapades av Alf Knutsen och Sigurd Slåttebrekk. Den kom ut i bokform 1999.
Episoderna med räddningsbåten Elias utspelar sig i den fiktiva orten Lugnvik. I räddningsteamet ingår karaktärerna Doppi, Rapp och Helinor och tillsammans är de duktiga på att bogsera och dra loss båtar som gått på grund, köra ut paket och material till öar eller vara med vid svåra dykuppdrag. 
I Norge nyttjar Redningsselskapet serien Elias för att utbilda barn och unga i sjövett. Med insamlingsmedel har Räddningsmanskapet införskaffat ett antal Elias-båtar att utnyttja vid informationsträffar. Båtarna tillverkas av Hydrolift i Fredrikstad.